# 사도좌
사도좌(使徒座, 라틴어: Sedes Apostolica)는 기독교에서 한 명 또는 그 이상의 사도들이 창건했다고 전해지는 주교좌이다. 가령 사도 바오로가 세웠다는 테살로니키와 코린토스 그리고 다른 많은 교회를 들 수 있다. 또 다른 예로는 이른바 아래와 같이 4대 총대주교좌로 분류되는 교회들을 들 수 있다.
- 이탈리아의 로마. 사도 성 베드로와 성 바오로가 세우고 사도 성 베드로의 후계자(교황)가 계승하고 있다. 로마 가톨릭 교회의 대표이다.
- 터키의 콘스탄티노폴리스(지금의 이스탄불). 사도 성 안드레아가 세웠다.
- 이집트의 알렉산드리아. 복음사가 성 마르코가 세웠다. 비록 신약성경에서는 그를 사도로 언급하지는 않았지만, 70인 제자 가운데 한 사람이었으며, 성 바오로와 성 바르나바와 같이 선교여행에 동행하여 사도의 권한을 받았다.
- 시리아의 안티오키아. 사도 성 베드로가 세웠다.
- 이스라엘 또는 팔레스타인의 예루살렘. 열두 사도가 처음으로 세운 교회이며 사도 성 야고보의 후계자가 계승하고 있다.

한편 사도좌는 교황의 권위와 권한을 뜻하는 용어이기도 하다.

## 같이 보기
- 총대주교
- 펜타르키아
- 주교좌